# Waldemar Oliveira
Waldemar de Andrada Ignácio de Oliveira (Recife, 29 de novembro de 1972) é um político brasileiro, filiado ao Avante, eleito para o cargo de Deputado Federal por Pernambuco.

## Biografia
Waldemar começou sua trajetória política em 2018, quando se candidatou ao Senado Federal, como primeiro suplente, na chapa de Humberto Costa (PT), no qual foi eleito.
Em 2019 se filiou e assumiu o comando estadual do Avante e em 2022, Waldemar concorreu à deputado federal, no qual se elegeu após atingir 141.386 votos.